# Анилингус

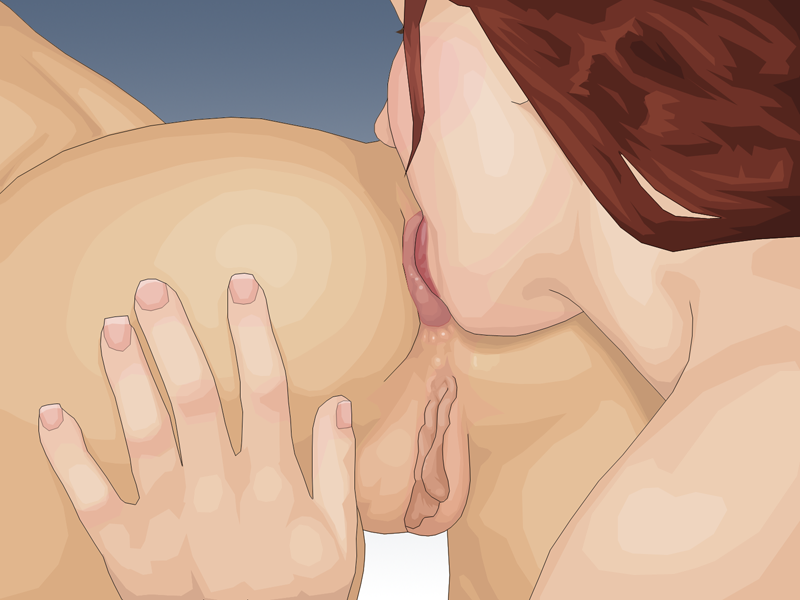
Лесбийский анилингус

Анили́нгус (лат. anus — задний проход + lingo — лизать; синонимы — анили́нкция, ри́мминг (англ. rimming) — сексуальная практика, подразумевающая стимуляцию ануса языком или губами с целью вызвать сексуальное возбуждение и/или доставить сексуальное удовлетворение.

## Общие сведения
Область ануса у большинства людей высокочувствительна и является важной эрогенной зоной. Соответственно, стимуляция ануса может вызывать сексуальное возбуждение у обоих полов, в результате чего анилингус практикуют по отношению как к мужчинам, так и к женщинам.
Целью данной сексуальной практики является получение сексуального удовлетворения.
В настоящее время анилингус широко представлен в порнографии, особенно в поздних работах Тома Байрона. Данной практике посвящена целая серия порнофильмов — «Ass Eaters Unanimous».
Существующие в настоящее время предубеждения против стимуляции области заднего прохода основываются, с одной стороны, на том, что в течение многих столетий формы секса, не несущие функцию размножения, рассматривались как грех или перверсия; с другой стороны, в западной культуре существует стереотип отношения к анальной области как к грязной и отталкивающей. Необходимо помнить, что в течение долгих веков уровень гигиены у жителей Западной Европы был крайне низким, жители крупных городов, в которых отсутствовал водопровод, очень редко ходили в баню и т. д.
Анилингус зачастую сочетается с другими формами сексуальных отношений, как правило, оральных. В зависимости от поставленных целей и для достижения необходимого уровня возбуждения применяют либо одну из двух основных техник анилингуса, либо обе попеременно.
- Лизание области ануса. Техника подразумевает вылизывание анального отверстия и области промежности. Зачастую применяется совместно с оральным воздействием на гениталии. Метод подходит как для возбуждения женщины, поскольку вульва и анус находятся в непосредственной близости, что даёт возможность оперативно переносить воздействие между эрогенными зонами, так и для возбуждения мужчины.
- Введение языка в анус. Данная практика подразумевает ввод языка в анальное отверстие, после чего возможны движения, имитирующие фрикции, либо простое ощупывание языком стенок прямой кишки. Данный метод обычно применяют для подготовки к анальному сношению, так как анилингус позволяет расслабить сфинктер и увлажнить анус.

## Гигиенические и медицинские аспекты анилингуса
В результате практики анилингуса возможна передача некоторых инфекционных заболеваний, таких, например, как гепатит, гонорея, хеликобактериоз, ВИЧ или развитие диареи.
При комбинировании анилингуса и куннилингуса есть вероятность переноса кишечной микрофлоры во влагалище, что может вызвать инфекционно-воспалительные процессы.
Также результатом римминга может стать инвазия паразитов (аскаридоз, энтеробиоз, гименолепидоз и т. д.).
Перед анилингусом необходимо произвести соответствующие гигиенические процедуры: промыть гениталии, промежность и область ануса и в случае необходимости сделать клизму. Также в целях гигиены рекомендуется выбривать волосы возле заднепроходного отверстия.
Тем, кто часто практикует римминг с незнакомыми партнёрами, необходимо сделать прививки против гепатита. Для предохранения от заболеваний рекомендуют использовать латексные салфетки.